# Existencialisme
L'existencialisme és un moviment filosòfic que situa l'existència humana en el centre de la reflexió. No pas l'existència entesa en sentit abstracte, ni tampoc l'existència de les coses o realitats no humanes, sinó l'existència humana concreta. Entre les tesis fonamentals del pensament existencialista, troba la supremacia de l'existència sobre l'essència humana, la consideració de l'ésser en el drama immediat de l'existència dins un mateix i amb els altres, l'anàlisi dels sentiments que revelen la immersió limitada i individual de la persona en el món, o la consideració de la persona com a responsable del seu ésser, per damunt de creences deterministes. L'existencialisme es planteja la consciència de la mateixa existència humana i, en certa manera, el sentit d'aquesta, el sentit de la vida, atenent principalment a la finitud del món humà: la mort, la fragilitat, la responsabilitat, la llibertat…
L'existencialisme s'associa amb diversos filòsofs europeus dels segles xix i xx que compartien un èmfasi en el subjecte humà, malgrat les diferències sovint profundes de pensament. Entre les primeres figures associades a l'existencialisme es troben els filòsofs Søren Kierkegaard, Friedrich Nietzsche i el novel·lista Fiódor Dostoievski, tots els quals van criticar el racionalisme i es van preocupar pel problema del significat. Al segle xx, destacats pensadors existencialistes van incloure Jean-Paul Sartre, Albert Camus, Martin Heidegger, Simone de Beauvoir, Karl Jaspers, Gabriel Marcel i Paul Tillich.
Molts existencialistes consideraven que les filosofies sistemàtiques o acadèmiques tradicionals, en estil i contingut, eren massa abstractes i allunyades de l'experiència humana concreta. Una virtut primària en el pensament existencialista és l'autenticitat. L'existencialisme va influir en moltes disciplines fora de la filosofia, com ara la teologia, el teatre, l'art, la literatura i la psicologia.

## Etimologia
El terme existencialisme, procedent del francès, va ser encunyat pel filòsof catòlic francès Gabriel Marcel a mitjans dels anys quaranta del segle xx. Quan Marcel va aplicar per primera vegada el terme a Jean-Paul Sartre, en un col·loqui el 1945, Sartre el va rebutjar. Posteriorment, Sartre va canviar d'opinió i, el 29 d'octubre de 1945, va adoptar públicament l'etiqueta existencialista en una conferència al Club Maintenant de París, publicada com a L'existentialisme est un humanisme (L'existencialisme és un humanisme), un llibre breu que va ajudar a popularitzar el pensament existencialista. Marcel va arribar a rebutjar ell mateix l'etiqueta a favor de Neosocràtic, en honor a l'assaig de Kierkegaard Om Begrebet Ironi med stadigt Hensyn til Socrates (Sobre el concepte d'ironia amb referència contínua a Sòcrates).
Alguns estudiosos argumenten que el terme s'hauria d'utilitzar per referir-se només al moviment cultural a Europa dels anys 40 i 50 associat amb les obres dels filòsofs Sartre, Simone de Beauvoir, Maurice Merleau-Ponty i Albert Camus. Altres estenen el terme a Kierkegaard, i altres l'estenen fins a Sòcrates. Tanmateix, sovint s'identifica amb les visions filosòfiques de Sartre.

## Història

### Precursors
Alguns han argumentat que l'existencialisme ha estat durant molt de temps un element del pensament religiós europeu, fins i tot abans que el terme entrés en ús. William Barrett va identificar Blaise Pascal i Søren Kierkegaard com a dos exemples concrets. Jean Wahl també va identificar El príncep Hamlet de William Shakespeare ("Ser o no ser"), Jules Lequier, Thomas Carlyle i William James com a existencialistes. Segons Wahl, "els orígens de la majoria de les grans filosofies, com les de Plató, Descartes i Kant, es troben en reflexions existencials." També es pot identificar entre les precursores de l'existencialisme les obres del filòsof islàmic iranià Mulla Sadra (c. 1571 - 1635) que postularia que «l'existència precedeix l'essència», convertint-se en l'expositor principal de l'Escola d'Esfahan que es descriu com a «viva i activa».

### Segle XIX

#### Origen del pensament: Kierkegaard i Nietzsche
Al filòsof danès Søren Kierkegaard (1813-1855), se'l pot considerar el primer filòsof existencialista. Va proposar que cada individu, no la raó, la societat o l'ortodòxia religiosa, té l'encàrrec de donar sentit de la vida i viure-la amb sinceritat, o «autènticament».
Kierkegaard reflexionà sobre la subjectivitat de la veritat i la realitat, ja que per al seu pensament, l'ésser humà només pot entendre's des de l'interior, en termes de la seua experiència i realitat viscuda, i no des de l'exterior, en termes biològics, psicològics o en altres teories de la naturalesa humana. L'existencialisme emfasitza l'acció, la llibertat i la decisió com a fonamentals per a l'existència humana, oposant-se fonamentalment a la tradició racionalista i al positivisme, és a dir, argumenta en contra de la definició de l'ésser com a primàriament racional, que es relaciona amb la realitat com amb un objecte de coneixement o l'acció del qual pot o ha d'ésser regulada per principis racionals, definits en termes de la seua conducta. Més en general, refusa tota la concepció occidental de l'ésser com l'objecte central de totes les coses existents. Kierkegaard tendeix a veure l'ésser humà com un subjecte dins un univers indiferent, objectiu, de vegades ambigu i absurd, el significat del qual no li és donat per ordre natural, però tampoc pot crear-se per mitjà d'accions o interpretacions humanes.
Kierkegaard i Nietzsche van ser dos dels primers filòsofs considerats fonamentals per al moviment existencialista, encara que cap dels dos va utilitzar el terme "existencialisme" i no és clar si haurien donat suport a l'existencialisme del segle xx. Es van centrar en l'experiència humana subjectiva més que en les veritats objectives de les matemàtiques i la ciència, que creien que eren massa separades o observacionals per entendre realment l'experiència humana. Com Pascal, estaven interessats en la lluita tranquil·la de la gent amb l'aparent falta de sentit de la vida i l'ús de la diversió per escapar de l'avorriment. A diferència de Pascal, Kierkegaard i Nietzsche també van considerar el paper de prendre decisions lliures, especialment pel que fa als valors i creences fonamentals, i com aquestes eleccions canvien la naturalesa i la identitat de qui tria.
A Götzen-Dämmerung oder wie man mit dem Hammer philosophiert (El crepuscle dels ídols. Com filosofar a cops de martell), els sentiments de Nietzsche ressonen a la idea de «l'existència precedeix l'essència». Escriu: «ningú dona a l'home les seves qualitats, ni Déu, ni la societat, ni els seus pares i avantpassats, ni ell mateix... Ningú no és responsable que l'home sigui allà, que sigui així, o pel seu comportament en aquestes circumstàncies o en aquest entorn... L'home no és l'efecte d'algun propòsit especial d'una voluntat, i fi...» Dins d'aquesta visió, Nietzsche lliga en el seu rebuig a l'existència de Déu, que veu com un mitjà per «redimir el món». En rebutjar l'existència de Déu, Nietzsche també rebutja les creences que afirmen que els humans tenen un propòsit predestinat segons el que Déu ha instruït.

#### Dostoievsky
El primer autor literari important també important per a l'existencialisme va ser el rus Dostoievski. Els Apunts del subsol de Dostoievski retraten un home incapaç d'encaixar en la societat i descontent amb les identitats que ell crea per ell mateix. Sartre, al seu llibre sobre l'existencialisme L'existencialisme és un humanisme, va citar Els germans Karamàzov de Dostoievski com a exemple de crisi existencial. Altres novel·les de Dostoievski van tractar temes plantejats en la filosofia existencialista mentre presentaven històries divergents de l'existencialisme secular: per exemple, a Crim i càstig, el protagonista Raskolnikov experimenta una crisi existencial i després es mou cap a una visió del món ortodoxa cristiana similar al que defensava el mateix Dostoievski.

### Segle XX

#### L'existencialisme cristià: Marcel i Jaspers
Kierkegaard creia en l'existència de Déu i les seues teories van influir decisivament en la teologia del segle xx i en pensadors catòlics de l'època, com Jaspers o Marcel, que encunyà el terme existencialisme, que dona nom global al pensament. La reflexió de Marcel posa especial èmfasi a subratllar els aspectes subjectius de l'ésser humà considerat com a criatura de Déu. Jaspers, per la seua banda, tot i no parlar explícitament de Déu, fa al·lusió a l'encaminament cap a la transcendència mitjançant la forma d'una existència oculta.

#### L'existencialisme agnòstic: Heidegger
Heidegger no troba cap rellevància en la possibilitat d'existència de Déu pel que fa a l'ésser humà. Les seues teories aportaren major profunditat al pensament de Kierkegaard, considerant l'ésser humà com a exposat a, o en paraules del mateix filòsof, llançat a l'existència. El seu existencialisme considera l'existència per damunt de l'essència humana, afirmant que l'ésser humà no pot aspirar a entendre la seua existència, sinó que ha de dedicar-se a assolir els seus objectius amb convicció, sent conscient de la certesa de la mort i de la total manca de sentit concret de la vida.

#### L'existencialisme ateu: Sartre
Sartre, igual que Nietzsche, refusa frontalment l'existència d'un déu i el seu paper en l'existència de l'ésser humà. En el pensament sartrià, fonamentalment pessimista, l'ésser humà no naix amb essència ni naturalesa, comença per no ser res, i són els seus fets els que li concedeixen existència, que és fonamentalment absurda i, per tant, provoca sensació de nàusea. Tot i això, Sartre remarca el paper humanista de l'existencialisme, subratllant el paper de les decisions i la llibertat, i la responsabilitat de l'ésser humà en les conseqüències de les seues eleccions. El seu pensament ha quedat reflectit, a més d'en diversos assaigs i treballs purament filosòfics com «L'ésser i el no-res» o «L'existencialisme és un humanisme», també en obres literàries (novel·les i drames teatrals) com «La nàusea».

## Influència fora de la filosofia

### Art

#### Literatura
A més de a les obres de Sartre, l'existencialisme té el seu reflex en la literatura de l'època, en les novel·les de l'escriptor jueu Franz Kafka, com ara El procés (1925) o El castell (1926), en què els individus aïllats s'enfronten a potents burocràcies. També en l'obra de Dostoievski com Els germans Karamazov, en diverses obres de l'espanyol Unamuno, que observa el problema de la immortalitat; en pràcticament tota l'obra d'Albert Camus, que estudia l'absurd de l'existència i la indiferència de l'univers, en el teatre de Samuel Beckett o les novel·les dels americans Arthur Miller o Norman Mailer, o en la poesia de Manuel Cuña Novás (1924-1990).

#### Cinema i televisió
La pel·lícula contra la guerra de Stanley Kubrick de 1957 Camins de glòria «il·lustra, i fins i tot il·lumina... l'existencialisme» examinant l'«absurditat necessària de la condició humana» i l'«horror de la guerra». La pel·lícula explica la història d'un regiment fictici de l'exèrcit francès de la Primera Guerra Mundial al qual se li va ordenar atacar una fortalesa alemanya inexpugnable; quan l'atac fracassa, tres soldats són escollits a l'atzar, jutjats per un «tribunal cangur», i executats per un esquadró d'execució. La pel·lícula examina l'ètica existencialista, com ara la qüestió de si l'objectivitat és possible i el «problema de l'autenticitat». La pel·lícula d'Orson Welles The Trial de 1962, basada en el llibre Der Prozeß de Franz Kafka, és característic tant d'existencialisme com de temes absurds en la seva representació d'un home (Joseph K.) detingut per un delicte del qual els càrrecs no li són revelats ni a ell ni al lector.
Neon Genesis Evangelion és una sèrie d'animació de ciència-ficció japonesa creada per l'estudi d'anime Gainax i va ser dirigida i escrita per Hideaki Anno. Els temes existencials de la individualitat, la consciència, la llibertat, l'elecció i la responsabilitat es confien molt en tota la sèrie, especialment a través de les filosofies de Jean-Paul Sartre i Søren Kierkegaard. El títol de l'episodi 16, "Malaltia per morir i..." ("Shi ni itaru yamai, soshite" (死に至る病、そして)) és una referència al llibre de Kierkegaard, Sygdommen til Døden.
Algunes pel·lícules contemporànies que tracten temes existencialistes inclouen El setè segell, Synecdoche, New York, Melancolia, Fight Club, Estranyes coincidències, Waking Life, Matrix, Gent corrent, Life in a Day, Barbie i Tot a la vegada a tot arreu.
Directors notables coneguts per les seves pel·lícules existencialistes inclouen Ingmar Bergman, Bela Tarr, Robert Bresson, Jean-Pierre Melville, François Truffaut, Jean-Luc Godard, Michelangelo Antonioni, Akira Kurosawa, Terrence Malick, Stanley Kubrick, Andrei Tarkovsky, Hideaki Anno, Wes Anderson, Gaspar Noé, Woody Allen i Christopher Nolan.

### Activisme
El black existentialism (existencialisme negre) explora l'existència i les experiències dels negres al món. Els pensadors clàssics i contemporanis inclouen C.L.R James, Frederick Douglass, W.E.B DuBois, Frantz Fanon, Angela Davis, Cornel West, Naomi Zack, bell hooks, Stuart Hall, Lewis Gordon i Audre Lorde.

### Psicoanàlisi i psicoteràpia
Una branca important de l'existencialisme com a filosofia és la psicologia i la psicoanàlisi existencialista, que van cristal·litzar per primera vegada en l'obra d'Otto Rank, el més proper associat de Freud durant 20 anys. Sense conèixer els escrits de Rank, Ludwig Binswanger va ser influenciat per Freud, Edmund Husserl, Heidegger i Sartre. Una figura posterior va ser Viktor Frankl, que va conèixer breument a Freud quan era jove. La seva logoteràpia es pot considerar com una forma de teràpia existencialista. Els existencialistes també influirien en la psicologia social, la micro-sociologia antipositivista, l'interaccionisme simbòlic i el postestructuralisme, amb el treball de pensadors com Georg Simmel i Michel Foucault. Foucault va ser un gran lector de Kierkegaard tot i que no es refereix gairebé mai a aquest autor, que tanmateix tenia per a ell una importància tan secreta com decisiva.